# 滨海伊西尼 (旧市镇)
滨海伊西尼（法語：Isigny-sur-Mer，法語發音：[iziɲi syʁ mɛʁ] ⓘ）是法国卡尔瓦多斯省的一个旧市镇，属于巴约区。该旧市镇总面积17.44平方公里，2009年时的人口为2,527人。2017年，滨海伊西尼与市镇卡斯蒂伊、讷伊拉福雷、莱苏博和武伊合并为新的滨海伊西尼。

## 人口
滨海伊西尼人口变化图示
| 数据来源：INSEE |